# Dioscorea havilandii
Dioscorea havilandii är en enhjärtbladig växtart som beskrevs av David Prain och Isaac Henry Burkill. Dioscorea havilandii ingår i släktet Dioscorea och familjen Dioscoreaceae. Inga underarter finns listade i Catalogue of Life.